# Résolution 356 du Conseil de sécurité des Nations unies
Membres permanents
- Chine
- États-Unis
- France
- Royaume-Uni
- URSS

Membres non permanents
- Australie
- Autriche
- RSS de Biélorussie
- Cameroun
- Costa Rica
- Indonésie
- Iraq
- Kenya
- Mauritanie
- Pérou

Résolution no 355 Résolution no 357
La résolution 356 est une résolution du Conseil de sécurité de l'ONU votée le 12 août 1974 concernant la Guinée-Bissau et qui recommande à l'Assemblée générale des Nations unies d'admettre ce pays comme nouveau membre.

## Contexte historique
Au XIIIe siècle, le royaume mandingue de Gabou exerce une forte influence sur la région. Les premiers contacts européens sont établis, en 1446, par le navigateur portugais Nuno Tristão, tué en prenant pied dans la zone. Le Portugal établit quelques comptoirs sur la côte.
En 1879, la région devient une colonie portugaise.
Les Portugais quittent le pays après la révolution des œillets en 1974. Le Parti africain pour l'indépendance de la Guinée et du Cap-Vert qui avait mené la lutte politique puis militaire pour l'indépendance remporte les élections.
Après une lutte acharnée de 12 ans le peuple bissau-guinéen a vu sa proclamation d'État en 1973 à  l'ONU. (Issu de l'article Guinée-Bissau).
À la suite de cette résolution ce pays est admis à l'ONU le 17 septembre 1974,.

## Texte
- Résolution 356 sur fr.wikisource.org
- Résolution 356 sur en.wikisource.org